# T-27
T–27 byl sovětský bezvěžový tančík, představující upravenou verzi britského tančíku Carden-Loyd Mk.VI., vyráběný v letech 1931–1933. Odhaduje se, že bylo vyrobeno 2 540 těchto strojů.
Nejpodstatnější změny oproti britskému vzoru představovaly úpravy podvozku, nahrazení britského motoru sovětským a menší úpravy na korbě. Vana i korba měly hranatý tvar a byly tvořeny snýtovanými pláty. Ty byly u svislých stěn silné 10 mm, u stropu 6 mm. Zbraní byl kulomet DT ráže 7,62 mm.
Popsána jsou pouze dvě nasazení těchto tanků, prvním bylo jejich použití při potlačení protistalinských nepokojů ve středoasijských sovětských republikách. Postupem času však začínalo být jasné, že se hodí k boji pouze proti špatně vyzbrojenému protivníkovi – jejich pancéřování neposkytovalo dostatečnou ochranu. Tančíky byly postupně využívány spíše v roli tahačů lehkých děl.
V roce 1941 byly z těchto tančíků sestaveny improvizované bojové útvary, které byly nasazeny proti silám Osy. Kvůli velkým ztrátám byl ale tento nápad urychleně opuštěn – tančíky byly staženy z fronty do výcvikových středisek nebo k pomocné službě, případně se vrátily k roli tahačů.